# Nelsan Ellis
Nelsan Ellis (Harvey, Illinois, 1977. november 30. – Los Angeles, Kalifornia, 2017. július 8.) amerikai színész.

## Filmjei

### Mozifilmek
- Lost (2002, rövidfilm)
- Trespass (2005, rövidfilm)
- A megállíthatatlan (The Express) (2008)
- A szólista (The Soloist) (2009)
- Talent (2009, rövidfilm)
- A paripa (Secretariat) (2010)
- A segítség (The Help) (2011)
- Kétkedő fundamentalista (The Reluctant Fundamentalist) (2012)
- Naked Eye (2012, rövidfilm)
- A komornyik (The Butler) (2013)
- Gods Behaving Badly (2013)
- A James Brown sztori (Get on Up) (2014)
- A stanfordi börtönkísérlet (The Stanford Prison Experiment) (2015)
- Little Boxes (2016)

### Tv-filmek
- Warm Springs (2005)

### Tv-sorozatok
- The Inside (2005–2006, 13 epizódban)
- Veronica Mars (2007, egy epizódban)
- Nyomtalanul (Without a Trace) (2007, egy epizódban)
- True Blood – Inni és élni hagyni (True Blood) (2008–2014, 81 epizódban)
- Egy Csepp True Blood (A Drop of True Blood) (2010, egy epizódban)
- Send Me: An Original Web Series (2016, egy epizódban)
- Sherlock és Watson (Elementary) (2016–2017, 11 epizódban)